# Eurytoma pigra
Eurytoma pigra är en stekelart som beskrevs av Burks 1958. Eurytoma pigra ingår i släktet Eurytoma och familjen kragglanssteklar. Inga underarter finns listade i Catalogue of Life.